# Birboneh-ye Pain
Birboneh-ye Pain (em persa: بيربنه پائين, romanizada como Bīrboneh-ye Pā’īn e Bīr Boneh-ye Pā’īn; também conhecida como Bīr Benah, Bīr Boneh e Mīr Boneh) é uma aldeia do distrito rural de Kisom, situada no distrito central de Astaneh-ye Ashrafiyeh, na província de Gilan, no Irã. No censo de 2006, sua população era de 145, em 46 famílias.